# Plotosus nkunga
Plotosus nkunga är en fiskart som beskrevs av Martin F. Gomon och Taylor 1982. Plotosus nkunga ingår i släktet Plotosus och familjen Plotosidae. Inga underarter finns listade i Catalogue of Life.